# Calderón (Familienname)
Calderón ist ein spanischer Familienname.

## Namensträger

### A
- Abdón Calderón (1804–1822), ecuadorianischer Freiheitsheld
- Alberto Calderón (1920–1998), argentinischer Mathematiker
- Alejandro Ramírez Calderón (* 1981), kolumbianischer Radrennfahrer
- Alfonso Calderón (1930–2009), chilenischer Autor
- Alfredo Calderón (* 1986), chilenischer Fußballspieler
- Andrea Calderón (* 1993), ecuadorianische Mittelstreckenläuferin
- Antonio Calderón (Fußballspieler, 1921) (Antonio Calderón Alcalde; * 1921), spanischer Fußballspieler
- Antonio Calderón (Produzent), Drehbuchautor und Produzent
- Antonio Calderón (Fußballspieler, 1967) (Antonio Calderón Burgos; * 1967), spanischer Fußballspieler
- Antonio Calderón (Fußballspieler, 1984) (Antonio Calderón Vallejo; * 1984), spanischer Fußballspieler
- Antonio Calderón Cruz (* 1959), guatemaltekischer Geistlicher, Bischof von Jutiapa
- Antonio Troyo Calderón (1923–2015), costa-ricanischer Geistlicher, Weihbischof in San José de Costa Rica
- Ariana Calderón (* 1990), mexikanische Fußballspielerin
- Armando Calderón Sol (1948–2017), Staatspräsident von El Salvador 1994–99

### B
- Bernardo Calderón Cabrera (1922–2003), mexikanischer Architekt

### C
- Carlos Calderón (Fußballspieler, 1943) (* 1943), mexikanischer Fußballspieler (Mittelfeld)
- Carlos Calderón (Fechter) (* 1947), mexikanischer Fechter
- Carlos Calderón (Boxer) (* 1955), puerto-ricanischer Boxer
- Carlos Calderón de la Barca (1934–2012), mexikanischer Fußballspieler (Sturm)
- Celia Calderón de la Barca (1921–1969), mexikanische Malerin
- Charles Calderon (* 1950), US-amerikanischer Politiker
- Cipriano Calderón Polo (1927–2009), spanischer Kurienbischof
- Claudia Calderón (* 1959), kolumbianische Pianistin, Komponistin, Musikpädagogin und -wissenschaftlerin
- Claudio Calderón (* 1986), chilenischer Fußballspieler
- Cleofé Elsa Calderón (1929–2007), nordamerikanische Botanikerin
- Cristian Calderón (* 1997), mexikanischer Fußballspieler

### D
- Daniel Calderón († 2010), argentinischer Politiker
- Diego Calderón (Radsportler) (* 1983), kolumbianischer Radrennfahrer
- Diego Calderón (Fußballspieler) (* 1986), ecuadorianischer Fußballspieler
- Diego Fernando Calderón Caicedo (* 1989), kolumbianischer Fußballspieler

### E
- Edson Calderón (* 1984), kolumbianischer Radrennfahrer
- Emilio Calderón (* 1960), spanischer Schriftsteller und Verleger
- Estébanez Calderón (1799–1867), spanischer Schriftsteller und Journalist, siehe Serafín Estébanez Calderón

### F
- Felipe Calderón (* 1962), mexikanischer Präsident
- Felipe G. Calderon (Felipe Gonzáles Calderón y Roca; 1868–1908), philippinischer Rechtsanwalt und Autor der Malolos-Verfassung
- Francisco García-Calderón Landa (1834–1905), peruanischer Präsident
- Francisco Molinero Calderón (* 1985), spanischer Fußballspieler

### G
- Gabriel Calderón (* 1960), argentinischer Fußballspieler
- Giselle Calderón (* 1987), ecuadorianische Schauspielerin und Model
- Guido Vildoso Calderón (* 1937), bolivianischer Politiker, Präsident von Bolivien

### H
- Henry Calderón (* 1993), chilenischer Fußballspieler

### I
- Ian Calderon (* 1985), US-amerikanischer Politiker
- Ignacio Calderón (* 1943), mexikanischer Fußballspieler
- Iván Calderón (* 1975), puerto-ricanischer Boxer

### J
- Jaime Calderón Calderón (* 1966), mexikanischer Geistlicher, Erzbischof von León
- Jakob Alfons Franz Calderon d’Avila (1625–1695), kaiserlicher General und württembergischer Bauinspektor
- Jesús Mateo Calderón Barrueto (1920–2010), peruanischer römisch-katholischer Bischof
- José Calderón (Basketballspieler) (* 1981), spanischer Basketballspieler
- José Calderón (Fußballspieler) (* 1985), panamaischer Fußballtorhüter
- José Gabriel Calderón Contreras (1919–2006), kolumbianischer Geistlicher, Bischof von Cartago
- José Luis Calderón (* 1970), argentinischer Fußballspieler
- José Luis Calderón Cabrera (??–2004), mexikanischer Architekt und Hochschullehrer
- José Manuel Calderón Borrallo (* 1981), spanischer Basketballspieler, siehe José Calderón (Basketballspieler)
- José Manuel Calderón (Musiker) (* 1941), dominikanischer Bachatamusiker
- José Vasconcelos Calderón (1882–1959), mexikanischer Politiker, Schriftsteller und Philosoph, siehe José Vasconcelos
- Juan Calderón (Philologe) (1791–1854), spanischer protestantischer Theologe, Grammatiker, Cervantes-Forscher und Romanist
- Juan Calderón (Journalist) (El Gallo; 1936–2011), mexikanischer Journalist und Nachrichtensprecher
- Juan Carlos Calderón (1938–2012), spanischer Songwriter und Musiker
- Juan Gabriel Calderón (* 1987), costa-ricanischer Fußballschiedsrichter

### L
- Leticia Calderón León (* 1968), mexikanische Schauspielerin
- Luis Calderón Vega (1911–1989), mexikanischer Politiker und Autor
- Luisa Calderon (* 1787), trinidadische Hausangestellte

### M
- Marcos Calderón (1928–1987), peruanischer Fußballspieler und -trainer
- Mercedes Calderón (* 1965), kubanische Volleyballspielerin und -trainerin

### N
- Nagore Calderón Rodríguez (* 1993), spanische Fußballspielerin
- Néstor Calderón (* 1989), mexikanischer Fußballspieler

### O
- Octavio José Calderón y Padilla (1904–1972), nicaraguanischer römisch-katholischer Geistlicher, Bischof von Matagalpa

### P
- Paul Calderón (* 1959), puerto-ricanischer Schauspieler
- Pedro Calderón de la Barca (1600–1681), spanischer Dramatiker
- Pedro Ignacio Calderón (* 1933), argentinischer Dirigent
- Philip Hermogenes Calderon (1833–1898), englischer Maler

### R
- Rafael Ángel Calderón Fournier (* 1949), Staatspräsident von Costa Rica 1990 bis 1994
- Rafael Ángel Calderón Guardia (1900–1970), costa-ricanischer Politiker
- Rafael Griera i Calderón (1934–2018), katalanischer Maler
- Ramón Calderón (* 1951), spanischer Rechtsanwalt und Fußballfunktionär
- Ramón Calderón Batres (* 1938), mexikanischer Priester, Bischof von Linares
- Roberto Calderón, Fußballspieler und -trainer
- Ronald Calderon (* 1957), US-amerikanischer Politiker

### S
- Salvador Piñeiro García-Calderón (* 1949), Erzbischof von Ayacucho o Huamanga
- Sandra Calderón (* 1978), deutsche Sängerin
- Serafín Estébanez Calderón (1799–1867), spanischer Schriftsteller
- Serapio Calderón (1843–1922), peruanischer Präsident ad interim 1904
- Sergio Calderón (1945–2023), mexikanischer Schauspieler
- Sila María Calderón (* 1942), puerto-ricanischer Politiker
- Sofie Calderon, Schauspielerin, Regisseurin und Filmproduzentin

### T
- Tatiana Calderón (* 1993), kolumbianische Automobilrennfahrerin
- Tego Calderón (* 1972), puerto-ricanischer Rapper
- Teodoro Gutiérrez Calderón (1890–1958), kolumbianischer Lyriker und Schriftsteller
- Thomas Calderon (* 1954), US-amerikanischer Politiker

### V
- Vicente Calderón (1913–1987), spanischer Fußballfunktionär